# Jonas Müller (luge)
Pour les articles homonymes, voir Jonas Müller (hockey sur glace) et Müller.
Jonas Müller, né le 4 octobre 1997 à Bludenz, est un lugeur autrichien en activité.

## Palmarès

### Championnats du monde
- médaille d'or en individuelle en 2023.
- médaille d'or en sprint en 2019.
- médaille d'argent en individuelle en 2020.
- médaille d'argent en sprint en 2023.
- médaille d'argent en relais en 2023.

### Coupe du monde
- 22 podiums individuels : 
  - en simple : 6 victoires, 9 deuxièmes places et 1 troisième place.
  - en sprint : 3 deuxièmes places et 3 troisièmes places.
- 10 podiums en relais : 5 victoires, 2 deuxièmes places et 3 deuxièmes places.

### Détails des victoires en Coupe du monde
| Édition   | Piste                 | Total |
| 2019-2020 | Innsbruck Lake Placid | 2     |
| 2023-2024 | Innsbruck Oberhof II  | 2     |
| 2024-2025 | Oberhof I Winterberg  | 2     |

### Championnats d'Europe
- Médaille d'or en individuel en 2024 et 2025.